# Psapharoctes hermieri
Psapharoctes hermieri är en skalbaggsart som beskrevs av Tavakilian och Néouze 2007. Psapharoctes hermieri ingår i släktet Psapharoctes och familjen långhorningar. Inga underarter finns listade i Catalogue of Life.